# Super Nova Racing
Super Nova Racing – brytyjski zespół startujący w wyścigach samochodowych, którego założycielem jest David Sears. Startuje w Auto GP World Series od 2010 roku. Od 2005 roku startował w serii GP2, lecz po sezonie 2011 wycofał się z mistrzostw, a jego miejsce zajęła włoska stajnia Venezuela GP Lazarus. Ponadto w latach 2005–2009 startował w serii A1 Grand Prix, a w latach 2008–2011 w azjatyckiej serii GP2. Największe sukcesy zespół święcił jednak w Formule 3000, gdzie startował w latach 1994–2004.

## Starty

### Auto GP
Do sezonu 2011 startował jako Super Nova Racing.
| Rok  | Bolid      | Kierowcy            | Wyścigi | Wygrane | PP | NO | Pkt    | M.K. | M.Z. |
| ---- | ---------- | ------------------- | ------- | ------- | -- | -- | ------ | ---- | ---- |
| 2010 | Lola–Zytek | Jonny Reid          | 12      | 0       | 1  | 0  | 16     | 10   | 3    |
| 2010 | Lola–Zytek | Giorgio Pantano     | 6       | 0       | 0  | 0  | 7      | 13   | 3    |
| 2010 | Lola–Zytek | Jake Rosenzweig     | 2       | 0       | 0  | 0  | 5      | 17   | 3    |
| 2010 | Lola–Zytek | Luca Filippi        | 4       | 1       | 0  | 1  | 10     | 5    | 3    |
| 2011 | Lola–Zytek | Adrian Zaugg        | 2       | 0       | 0  | 1  | 3      | 19   | 4    |
| 2011 | Lola–Zytek | Jon Lancaster       | 4       | 1       | 0  | 1  | 51     | 11   | 4    |
| 2011 | Lola–Zytek | Luca Filippi        | 12      | 1       | 1  | 4  | 127    | 2    | 4    |
| 2012 | Lola–Zytek | Adrian Quaife-Hobbs | 14      | 5       | 6  | 4  | 221    | 1    | 1    |
| 2012 | Lola–Zytek | Victor Guerin       | 10      | 0       | 0  | 0  | 46     | 8    | 1    |
| 2013 | Lola–Zytek | Antonio Spavone     | 4       | 0       | 0  | 0  | 22     | 14   | 1    |
| 2013 | Lola–Zytek | Francesco Dracone   | 4       | 0       | 0  | 0  | 0      | 22   | 1    |
| 2013 | Lola–Zytek | Narain Karthikeyan  | 10      | 5       | 4  | 3  | 195    | 4    | 1    |
| 2013 | Lola–Zytek | Vittorio Ghirelli   | 16      | 2       | 2  | 5  | 222    | 1    | 1    |
| 2014 | Lola–Zytek | Markus Pommer       | 16      | 2       | 4  | 4  | 180    | 3    | 1    |
| 2014 | Lola–Zytek | Ricardo Teixeira    | 0       | 0       | 0  | 0  | 0      | NS   | 1    |
| 2014 | Lola–Zytek | Vittorio Ghirelli   | 4       | 0       | 0  | 1  | 37(44) | 9    | 1    |
| 2014 | Lola–Zytek | Francesco Dracone   | 8       | 0       | 0  | 0  | 27(31) | 13   | 1    |
| 2014 | Lola–Zytek | Michela Cerruti     | 14      | 1       | 0  | 0  | 113    | 6    | 1    |

### Seria GP2
| Rok  | Bolid              | Kierowcy           | Wyścigi | Wygrane | PP | NO | Pkt | M.K. | M.Z. |
| ---- | ------------------ | ------------------ | ------- | ------- | -- | -- | --- | ---- | ---- |
| 2005 | Dallara-Mecachrome | Giorgio Pantano    | 23      | 0       | 1  | 0  | 49  | 6    | 3    |
| 2005 | Dallara-Mecachrome | Adam Carroll       | 23      | 3       | 1  | 2  | 53  | 5    | 3    |
| 2006 | Dallara-Mecachrome | José María López   | 21      | 0       | 1  | 1  | 30  | 10   | 9    |
| 2006 | Dallara-Mecachrome | Fairuz Fauzy       | 21      | 0       | 0  | 0  | 0   | 24   | 9    |
| 2007 | Dallara-Mecachrome | Luca Filippi       | 21      | 1       | 2  | 0  | 59  | 4    | 4    |
| 2007 | Dallara-Mecachrome | Mike Conway        | 21      | 0       | 0  | 1  | 19  | 14   | 4    |
| 2008 | Dallara-Mecachrome | Christian Bakkerud | 4       | 0       | 0  | 0  | 0   | 27   | 7    |
| 2008 | Dallara-Mecachrome | Álvaro Parente     | 20      | 1       | 0  | 1  | 34  | 8    | 7    |
| 2008 | Dallara-Mecachrome | Andy Soucek        | 16      | 0       | 1  | 0  | 14  | 14   | 7    |
| 2009 | Dallara-Mecachrome | Luca Filippi       | 20      | 1       | 0  | 3  | 40  | 5    | 3    |
| 2009 | Dallara-Mecachrome | Javier Villa       | 20      | 0       | 0  | 0  | 27  | 10   | 3    |
| 2010 | Dallara-Mecachrome | Josef Král         | 10      | 0       | 0  | 0  | 3   | 24   | 9    |
| 2010 | Dallara-Mecachrome | Marcus Ericsson    | 20      | 1       | 0  | 0  | 11  | 17   | 9    |
| 2010 | Dallara-Mecachrome | Luca Filippi       | 10      | 0       | 0  | 0  | 5   | 20   | 9    |
| 2011 | Dallara-Mecachrome | Fairuz Fauzy       | 18      | 0       | 0  | 0  | 5   | 18   | 9    |
| 2011 | Dallara-Mecachrome | Luca Filippi       | 10      | 0       | 0  | 0  | 54  | 2    | 9    |
| 2011 | Dallara-Mecachrome | Adam Carroll       | 8       | 0       | 0  | 0  | 6   | 17   | 9    |

### Azjatycka seria GP2
| Rok       | Bolid              | Kierowcy           | Wyścigi | Wygrane | PP | NO | Pkt | M.K. | M.Z. |
| --------- | ------------------ | ------------------ | ------- | ------- | -- | -- | --- | ---- | ---- |
| 2008      | Dallara–Mecachrome | Christian Bakkerud | 10      | 0       | 0  | 0  | 0   | 27   | 6    |
| 2008      | Dallara–Mecachrome | Fairuz Fauzy       | 10      | 1       | 0  | 1  | 24  | 4    | 6    |
| 2008/2009 | Dallara–Mecachrome | Javier Villa       | 11      | 0       | 0  | 1  | 12  | 10   | 7    |
| 2008/2009 | Dallara–Mecachrome | James Jakes        | 11      | 0       | 0  | 1  | 7   | 16   | 7    |
| 2009/2010 | Dallara–Mecachrome | James Jakes        | 2       | 0       | 0  | 0  | 6   | 14   | 6    |
| 2009/2010 | Dallara–Mecachrome | Marcus Ericsson    | 2       | 0       | 0  | 0  | 0   | 24   | 6    |
| 2009/2010 | Dallara–Mecachrome | Jake Rosenzweig    | 4       | 0       | 0  | 0  | 0   | 30   | 6    |
| 2009/2010 | Dallara–Mecachrome | Josef Král         | 8       | 0       | 0  | 0  | 8   | 11   | 6    |
| 2011      | Dallara–Mecachrome | Fairuz Fauzy       | 4       | 0       | 0  | 0  | 1   | 14   | 11   |
| 2011      | Dallara–Mecachrome | Johnny Cecotto Jr. | 4       | 0       | 0  | 0  | 0   | 15   | 11   |

### A1 Grand Prix
| Rok       | Bolid      | Kierowcy            | Wyścigi | Wygrane | PP | NO | Pkt | M.Z. |
| --------- | ---------- | ------------------- | ------- | ------- | -- | -- | --- | ---- |
| 2005/2006 | Lola-Zytek | A1 Team Germany     | 22      | 0       | 0  | 0  | 38  | 15   |
| 2005/2006 | Lola-Zytek | A1 Team Pakistan    | 22      | 0       | 0  | 0  | 10  | 20   |
| 2006/2007 | Lola-Zytek | A1 Team Germany     | 22      | 9       | 3  | 3  | 128 | 1    |
| 2006/2007 | Lola-Zytek | A1 Team New Zealand | 22      | 3       | 2  | 2  | 93  | 2    |
| 2007/2008 | Lola-Zytek | A1 Team Germany     | 20      | 2       | 1  | 1  | 83  | 8    |
| 2007/2008 | Lola-Zytek | A1 Team New Zealand | 20      | 4       | 2  | 1  | 127 | 2    |
| 2008/2009 | Ferrari    | A1 Team Brazil      | 14      | 0       | 0  | 0  | 18  | 15   |
| 2008/2009 | Ferrari    | A1 Team New Zealand | 14      | 0       | 0  | 0  | 36  | 7    |

### Formuła 3000
| Rok  | Bolid            | Kierowcy             | Wygrane | PP | NO | Pkt | M.K. | M.Z. |
| ---- | ---------------- | -------------------- | ------- | -- | -- | --- | ---- | ---- |
| 1994 | Reynard-Cosworth | Vincenzo Sospiri     | 0       | 0  | 1  | 24  | 4    | 4    |
| 1994 | Reynard-Cosworth | Taki Inoue           | 0       | 0  | 0  | 0   | NC   | 4    |
| 1995 | Reynard-Cosworth | Vincenzo Sospiri     | 3       | 0  | 0  | 42  | 1    | 1    |
| 1995 | Reynard-Cosworth | Ricardo Rosset       | 2       | 1  | 2  | 29  | 2    | 1    |
| 1996 | Lola-Zytek Judd  | Kenny Bräck          | 3       | 3  | 3  | 49  | 2    | 1    |
| 1996 | Lola-Zytek Judd  | Marcos Gueiros       | 0       | 0  | 0  | 20  | 5    | 1    |
| 1997 | Lola-Zytek Judd  | Ricardo Zonta        | 3       | 4  | 4  | 39  | 1    | 1    |
| 1997 | Lola-Zytek Judd  | Laurent Rédon        | 0       | 0  | 0  | 10  | 9    | 1    |
| 1998 | Lola-Zytek Judd  | Juan Pablo Montoya   | 4       | 7  | 5  | 65  | 1    | 1    |
| 1998 | Lola-Zytek Judd  | Boris Derichebourg   | 0       | 0  | 0  | 5   | 12   | 1    |
| 1999 | Lola-Zytek       | Jason Watt           | 2       | 1  | 0  | 30  | 2    | 2    |
| 1999 | Lola-Zytek       | David Saelens        | 0       | 0  | 0  | 8   | 9    | 2    |
| 1999 | Lola-Zytek       | Ricardo Maurício     | 0       | 0  | 0  | 0   | 21   | 2    |
| 2000 | Lola-Zytek       | Nicolas Minassian    | 3       | 0  | 0  | 45  | 2    | 1    |
| 2000 | Lola-Zytek       | David Saelens        | 0       | 2  | 0  | 15  | 6    | 1    |
| 2001 | Lola-Zytek       | Mark Webber          | 3       | 2  | 3  | 39  | 2    | 3    |
| 2001 | Lola-Zytek       | Mário Haberfeld      | 0       | 0  | 0  | 3   | 15   | 3    |
| 2002 | Lola-Zytek Judd  | Sébastien Bourdais   | 3       | 6  | 3  | 56  | 1    | 3    |
| 2002 | Lola-Zytek Judd  | Tiago Monteiro       | 0       | 0  | 0  | 2   | 13   | 3    |
| 2003 | Lola-Zytek Judd  | Enrico Toccacelo     | 1       | 0  | 0  | 30  | 6    | 5    |
| 2003 | Lola-Zytek Judd  | Nicolas Kiesa        | 0       | 0  | 0  | 1   | 7    | 5    |
| 2003 | Lola-Zytek Judd  | Derek Hill           | 0       | 0  | 0  | 4   | 16   | 5    |
| 2003 | Lola-Zytek Judd  | Sam Hancock          | 0       | 0  | 0  | 0   | NC   | 5    |
| 2004 | Lola-Zytek Judd  | Patrick Friesacher   | 0       | 0  | 0  | 9   | 5    | 8    |
| 2004 | Lola-Zytek Judd  | Jeffrey van Hooydonk | 0       | 0  | 0  | 2   | 11   | 8    |
| 2004 | Lola-Zytek Judd  | Alan van der Merwe   | 0       | 0  | 0  | 2   | 14   | 8    |
| 2004 | Lola-Zytek Judd  | Can Artam            | 0       | 0  | 0  | 0   | NC   | 8    |